# Ceratosolen pilipes
Ceratosolen pilipes är en stekelart som beskrevs av Wiebes 1963. Ceratosolen pilipes ingår i släktet Ceratosolen och familjen fikonsteklar. Inga underarter finns listade i Catalogue of Life.